# Ulmu (Brăila)
Pour les articles homonymes, voir Ulmu.
Ulmu est une commune du județ de Brăila en Roumanie.